# ペーパーバック

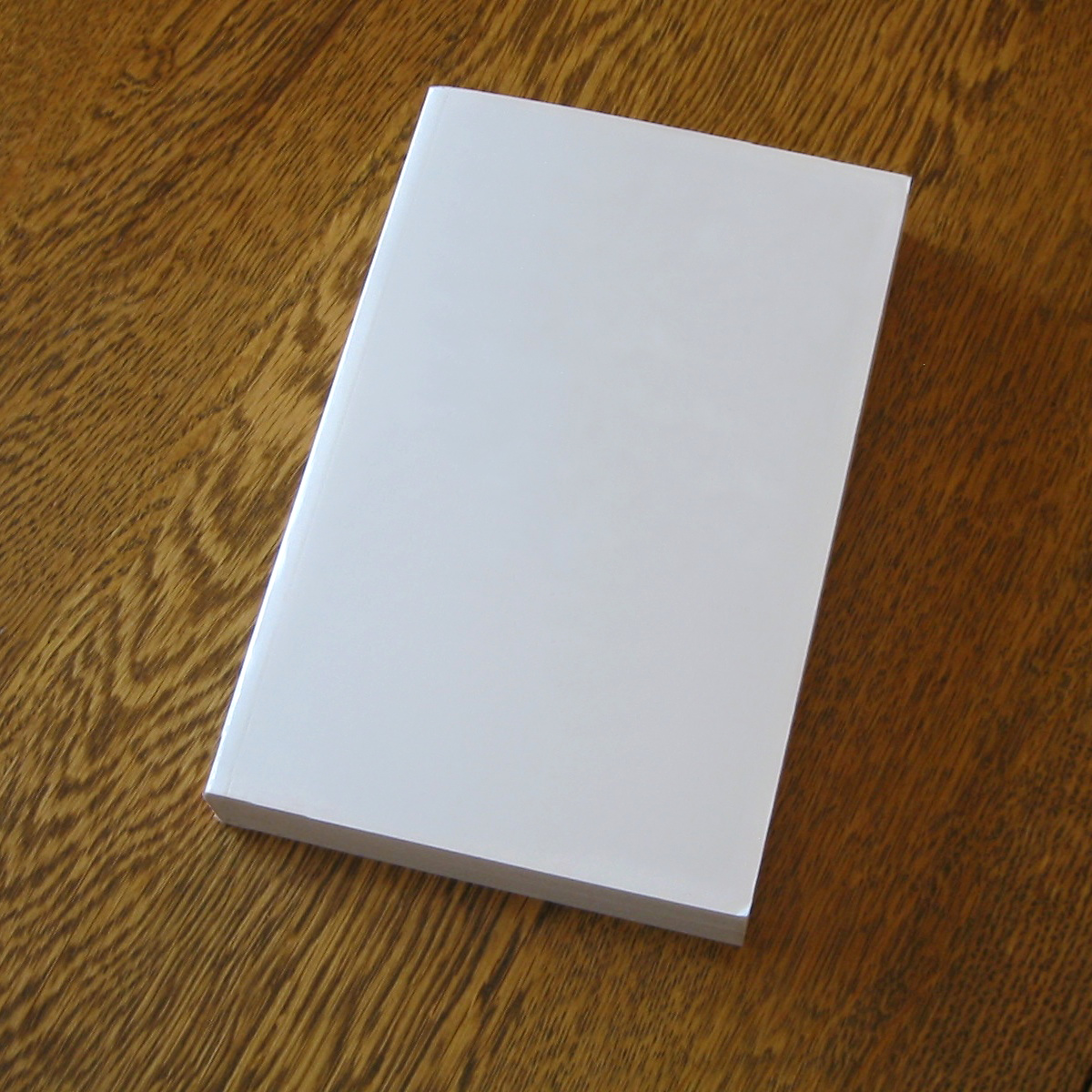
白紙のペーパーバック

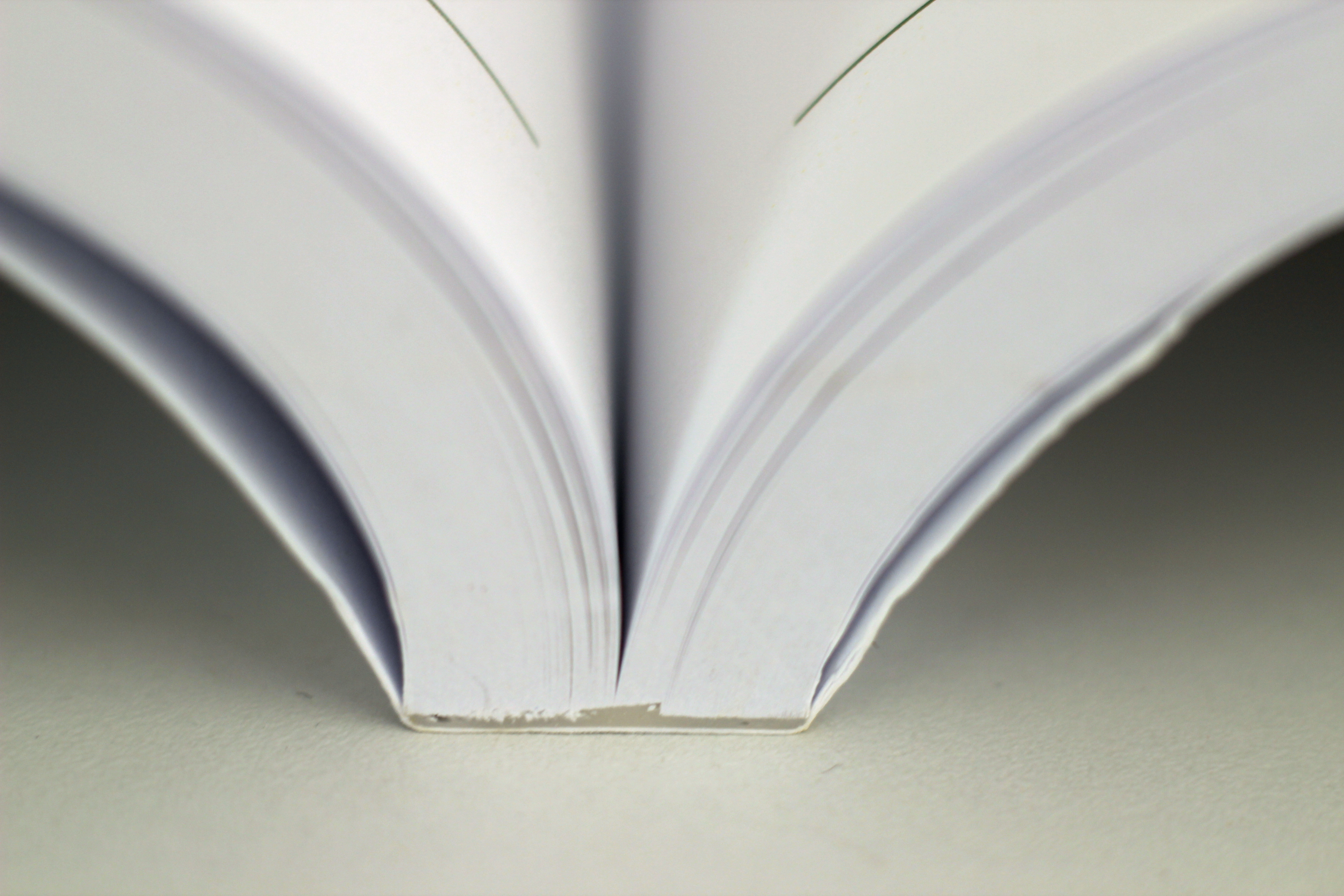
糊付けされた背表紙部分

ペーパーバック（英: paperback）もしくはソフトカバー（英: softcover, softback）とは、安価な紙に印刷され、ハードカバーの様に皮や布や厚紙による表紙を用いていない形態の本のことである。並製本（なみせいほん）、仮製本、ペーパーカバーともいう。

## 分類
そもそもはハードカバーの対義語である。本来は、製本上の分類であるため、ペーパーバックとソフトカバーは同一のものである。
ただし、日本の出版界では少し違う意味合いで使用されていて、「ペーパーバック」の語は「カバーのない（主に洋書の）並製本」に対して使用されることが多い。
近年ではコンビニエンスストアで、漫画の過去の人気作などをペーパーバック仕様の廉価版として再版するケースが非常に増えており、一般にコンビニコミックと呼ばれる。
一方では、デジタルブックと比較し従来の書籍をペーパーブックと表現する場合が見られるため、電子書籍全般を扱うコミュニティーなどでは解釈に注意を要する。

## 製本
簡便な出版物であり、コストを抑えるため、のりで背を貼り付けた無線綴じや、雑誌などで見られる針金（ホッチキス）で綴じる平綴じや中綴じを用いることが多く、ハードカバーの本より価格が安い。

## 歴史
18世紀までの書籍の表紙は、羊皮紙を使用し分厚く豪華な装飾のあるハードカバーだった。19世紀、製紙工業の発達と印刷技術の発展に伴い、ペーパーカバーの低価格書籍が登場した。1930年代、本格的なマスマーケット・ペーパーバックの出版社が次々と設立され、「ペーパーバック革命」と呼ばれるほど良く売れた。ドイツのアルバトロス・ブックスやイギリスのペンギン・ブックス、アメリカのポケット・ブックスが有名である。1950年代、トレード・ペーパーバックが始まった。

### ヨーロッパ
1809年、カルル・クリストフ・トラウゴット・タウヒニッツがギリシャ・ラテン語のペーパーカバー本を出版。
1837年、クリスチャン・ベルンハルト・タウヒニッツ（男爵）が、ライプツィヒでタウヒニッツ版と呼ばれる英語ペーパーバックを発売。以後100年間、タウヒニッツ社が市場を独占。
1932年、ハンブルクのアルバトロス社が英語ペーパーバックに参入。18×11.1センチのポケットに入りやすいサイズで、ジャンル別にカバーを色分けするなど工夫を凝らした。タウヒニッツ社は経営状態が悪化し、アルバトロス社に吸収合併された。
1935年、イギリスのペンギン・ブックスが英語ペーパーバックに参入した。サイズや色分けなどは、アルバトロス社のアイデアを採用した。ヨーロッパでの販売権しかないアルバトロス社に対して、ペンギン・ブックスはイギリス連邦全体に販売することが出来た。6ペンスという薄利多売で、アルバトロス社との競争に勝利した。アルバトロス社は経営不振となり第二次大戦後、倒産した。

### アメリカ合衆国
1829年、ボストン知識普及協会が、ペーパーカバー本を出版した。以後、ペーパーバックの出版競争が繰り広げられた。1900年代に入るとペーパーバックの他に、パルプ・マガジンが流行した。
1939年、アメリカで初のペーパーバック専門出版社である、ポケット・ブックス社が設立された。同年、第二次世界大戦が始まった。前線の兵士に送るための兵隊文庫が大量に刊行され、またそれによって戦地で読書に親しんだ兵士らが戦後復員したことで、ペーパーバック産業は大きく成長した。
ポケット・ブックス社に続いて、米国ペンギン・ブックス、バンタム・ブックス、バランタイン・ブックスなど様々な会社が設立された。
1950年代に入ると、ハードカバーの出版社の子会社が、トレード・ペーパーバックの出版を始めた。

### 日本
- 1938年、欧米のペーパーバックを参考に岩波新書がペーパーバック仕様で創刊された。ただ、1982年から他社の新書同様にカバーがかかった体裁になった。
- 1970年1月に、小学館から、「別冊ビッグコミック 特集ゴルゴ13シリーズ」の第1集がB6のペーパーバック仕様で発売された。B6の平綴じでカバーがなく、増刷もされない。いわゆるコンビニコミックの元祖である。このシリーズは現在も同じ体裁で刊行が続いている。
- 1979年9月20日、最初の日本語版のハーレクイン・ロマンスが発売される。最初期のものはジャケットがあったが、のちにペーパーバック仕様に変更され、今日にいたっている。
- 1999年7月から、ペーパーバック仕様のコンビニコミックの大量刊行が始まった。
- 2002年11月、光文社が「光文社ペーパーバックス」を立ち上げた。
- 洋泉社からもペーパーバックスシリーズが刊行され始めた。
- 2015年5月、小学館が復刊書だけの新レーベル「P+D BOOKS」を立ち上げた。B6のペーパーバック体裁でコストをおさえている[1]。

また、「アマゾン・オン・デマンド」のような、オンデマンドによる本は、ペーパーバックで提供される。
なお、講談社のブルーバックスはいかにもペーパーバック仕様のようなイメージを与える名であるが、カバーがかかっている。

## 洋書におけるペーパーバックの種類

### マスマーケット・ペーパーバック
マスマーケット・ペーパーバック（Mass-market paperback）とは、廉価・小型のペーパーバックである。ハードカバーの再版から始まった。判型としてはイギリスのA-format（110mm×178mm）と、ほぼ同寸法のアメリカのPocketbook（4-1/4インチ×7インチ、約114mm×178mm）を指す。
アメリカでは1960年代までは、新聞や雑誌と同じような扱いで、ニュース・スタンドやドラッグストアで売られていた。1970年代、大型チェーン書店が積極的に取り扱った事で、一般的な小売書店でも売られるようになった。

### トレード・ペーパーバック
トレード・ペーパーバック（Trade paperback）とは、中・大型のペーパーバック。アメリカでは定義が曖昧で、おおむね5-1/2インチ×8-1/2インチ（約140mm×216mm）から6インチ×9インチ（約152mm×229mm）までの判型の本を指す。イギリスではC-formatと呼ばれる、ハードカバーと同判型の135mm×216mmのペーパーバックを指す。
ハードカバー（トレードブック）のソフトカバー版で、書き下ろしが多い。通常、ハードカバーより安価で、マスマーケット・ペーパーバックより高価である。
1950年代に始まった。ダブルデイのアンカー・ブックスが有名。ペーパーバックが一般的な小売書店で売られる契機となった。

#### B-format
イギリスの判型で、130mm×198mmと、A-formatとC-formatの中間のサイズ。インチ換算で約5.12インチ×7.8インチであり、アメリカではトレード・ペーパーバックと見なされる。